# 郁久閭縕紇提
郁久閭 縕紇提（漢音：いくきゅうりょ うんこつてい、拼音：Yùjiŭlǘ Yūngētí、生没年不詳）は、西柔然部の部族長。地粟袁の子で匹候跋の弟、初代可汗となる社崙の父。

## 生涯
地粟袁が死去すると、柔然部は二つに分かれた。地粟袁の長子の匹候跋は父の後を継いで東部に住み、次子の縕紇提は西部に別居した。
建国39年（376年）、代国が前秦に攻められ、代王の拓跋什翼犍が卒去すると、縕紇提は匈奴鉄弗部の劉衛辰に従属して代国に背いた。
登国6年（391年）10月、北魏となって復興した代国は縕紇提を討伐し、柔然部は部落を移動させて逃走した。北魏軍は逃げる柔然部を追って大漠の南、牀山の麓で追いつき、これを大破して半数の部落を捕虜とした。
北魏は縕紇提の子の曷多汗と曷多汗の兄である詰帰之・社崙・斛律らを捕らえ、郁久閭氏一族数百人を収容して諸部に分配した。縕紇提は西方に逃げ、劉衛辰に帰順しようとした。道武帝が縕紇提を追って跋那山に至ると、縕紇提は再び降伏した。道武帝は以前と同様、縕紇提を撫慰した。

## 子
- 郁久閭詰帰之
- 郁久閭社崙
- 郁久閭斛律
- 郁久閭曷多汗

## 参考資料
- 『魏書』（帝紀第二、列伝第九十一 蠕蠕）
- 『北史』（列伝第八十六 蠕蠕）